# Borough (New Jersey)
Un borough (câteodată abreviat la Boro pe semnele de pe drumurile publice), în cazul guvernului local al statului New Jersey din Statele Unite ale Americii, se referă la unul din cele cinci tipuri și la unul din cele unsprezece forme subdivizionare ale statului New Jersey. Toate aceste forme de forme subdivizionare sunt prevăzute în legea specială a împărțirii teritoriale a acestui stat, numită Special Charter).